# Maná
I Maná sono un gruppo musicale rock messicano, formatosi con questo nome nel 1986.
Il gruppo fu fondato nel 1980 con il nome di Sombrero Verde, cambiato poi in Maná. 
Il nome del gruppo fu scelto per il significato di "energia positiva" che la parola mana ha in molte lingue austronesiane.
Il quartetto di nazionalità messicana è formato da Fernando Fher Olvera  (voce), Juan Diego Calleros (basso), Alejandro González "Alex" (batteria e voce) e, prima da Ulises Calleros, poi da Cesar López "Vampiro" (chitarra fino al 1995), ora da Sergio Vallín (chitarra e voce, dal 1995).

## Storia del gruppo
Gli esordi di questo quartetto risalgono però agli anni settanta, sotto un altro nome (si chiamavano infatti The Green Hat Spies) e con una formazione alquanto diversa dall'attuale. L'intento dell'allora cantante Ulises Calleros (fratello di Diego ed ora manager del gruppo) era quello di reinterpretare cover di altre importanti canzoni del passato. Il successivo innesto di Gustavo Orozco modifica lo stile musicale del gruppo, in quanto da quel momento le sonorità della band risentiranno dell'influenza reggae. L'arrivo di Ricardo Ochoa, datato 1980, porta grandi cambiamenti, persino nel loro nome, che da Green Hat diventa Sombrero Verde, evidenziando la tendenza latina del gruppo.
Il 1984 è foriero di novità all'interno del gruppo. Alex Gonzalez rimpiazza Abraham Calleros, convincendo anche Orozco ad abbandonare il gruppo. Fu così che nel 1986 Fher, Alex, Juan e Ulises decisero di troncare con il passato, modificando il nome del loro gruppo in Maná (che in polinesiano significa "energia positiva") e la loro stessa musica, diventando a tutti gli effetti un gruppo rock latino. Nel 1992 Ulises Calleros modifica il suo ruolo nel gruppo, divenendone il manager. Verrà sostituito dal "Vampiro" César López (Vampiro) e da Iván González, che renderanno fino al 1995 il gruppo un quintetto.
Durante il 1992 i Maná pubblicano ¿Dónde jugarán los niños?: il disco ha un notevole successo che li proietta verso un lungo tour in tutti paesi latinoamericani. Due anni dopo esce Maná en vivo, album dal vivo che racconta il tour di Donde Jugarán Los Niños. Nel 1995 esce Cuando los ángeles lloran, che ha anch'esso un notevole riscontro di vendite. Il gruppo si impegna anche nel sociale creando la Fondazione Selva Negra, che si preoccupa dell'ecologia dei paesi americani. La canzone che dà il titolo all'album è dedicata a Chico Mendes.
Nel 1997 esce Sueños líquidos, pubblicato in 26 paesi. I Maná diventano famosissimi anche in Spagna e negli Stati Uniti. Due anni più tardi incidono un Unplugged per MTV e nel 2000 collaborano con Carlos Santana nell'album Supernatural, con la celebre Corazón Espinado. Nel 2003 è stato pubblicato l'album in studio Revolución de amor, nel quale è presente anche una collaborazione con il cantautore italiano Zucchero Fornaciari, e tre raccolte: Esenciales: Sol, Esenciales: Luna e Esenciales: Eclipse, che includono tutti i più grandi successi della band e un inedito. L'anno seguente i Maná hanno pubblicato il DVD Acceso total, che documenta il loro tour mondiale tenuto tra il 2003 e il 2004.
Dopo un periodo di pausa, nell'agosto 2006 esce l'album Amar es combatir, che ha riscontrato successo sia in America che in Europa. Alla realizzazione dell'album ha collaborato anche il cantante dominicano Juan Luis Guerra con la canzone Bendita tu luz. Ad aprile 2008 è uscito l'album Arde el cielo, realizzato in CD e DVD. Il primo singolo dell'album Si no te hubieras ido fu realizzato il 14 marzo 2008 ed ha raggiunto, nel giro di pochi giorni, la prima posizione tra le Hot Latin Tracks. 
L'album è stato registrato durante il tour Amar es combatir in due dei quattro concerti tenuti a San Juan, Porto Rico, al José Miguel Agrelot Coliseum il 30 e 31 marzo 2007. Il formato DVD dell'album mostra le spettacolari immagini dei successi ottenuti da Maná durante il loro lunghissimo tour. Le canzoni Arde el cielo e Si no te hubieras ido sono invece registrate in studio.

## Espressione politica e attività sociali
Al gruppo è sempre stato a cuore la tutela dell'ambiente e l'attenzione verso l'ecologia. I membri del gruppo hanno affermato fin dall'inizio che non è sufficiente fermarsi alle dichiarazioni pubbliche in favore della natura e degli animali e per questo nel 1995 hanno creato la fondazione Selva Negra che promuove la salvaguardia dell'ambiente in America. Selva Negra ha già finanziato e dato supporto a numerosi progetti volti alla tutela dell'ambiente.
Nell'ottobre 2003 i membri del gruppo messicano furono nominati ambasciatori FAO. E la speranza di Maná è proprio quella che, tramite la loro attività artistica, il messaggio e l'attività della FAO possa raggiungere anche i più giovani. Il gruppo stesso ha affermato che la canzone "Justicia, Tierra y Libertad" dall'album Revolución de amor, è ispirata all'ideale di un mondo senza fame e senza povertà. Parte dei ricavi di numerosi concerti sono stati destinati ad associazioni benefiche.
Il 29 marzo del 2007, il Canale 4 di Porto Rico WAPA riportò pubblicamente la notizia che Maná supporta espressamente le istanze di indipendenza di Porto Rico. In un'intervista successiva, sempre di Canale 4 WAPA, i componenti della banda confermarono il loro supporto al Movimento indipendentista portoricano.

## Discografia

### Album studio
Come Sombrero Verde
- 1981 - Sombrero verde
- 1983 - A tiempo de rock

Come Maná
- 1987 - Maná
- 1990 - Falta amor
- 1992 - ¿Dónde jugarán los niños?
- 1995 - Cuando los ángeles lloran
- 1997 - Sueños líquidos
- 2002 - Revolución de amor
- 2006 - Amar es combatir
- 2011 - Drama y luz
- 2015 - Cama Incendiada

### Album dal vivo
- 1994 - Maná en vivo
- 1999 - Maná MTV Unplugged
- 2001 - Unidos por la paz
- 2008 - Arde el cielo

### Raccolte
- 2000 - Todo grandes exitos
- 2002 - Sólo para fanáticos
- 2001 - Todo Maná
- 2001 - Grandes
- 2001 - Grandes éxitos Maná
- 2003 - Esenciales: Eclipse
- 2003 - Esenciales: Luna
- 2003 - Esenciales: Sol
- 2012 - Exiliados en la bahía: Lo mejor de Maná

## Videografia

### Album video
- 1998 - Maná exitos en video
- 2002 - MTV Unplugged
- 2004 - Acceso total
- 2008 - Arde el cielo

## Tournée
- 1993–1995: ¿Dónde jugarán los niños? Tour
- 1995–1996: Gira Cuando los ángeles lloran
- 1998: Líquido Tour
- 1999: Unplugged U.S. Tour
- 2002–2003: Revolución de Amor Tour
- 2007–2008: Amar es Combatir Tour
- 2011–2013: Drama y luz World Tour